# Max y Moritz

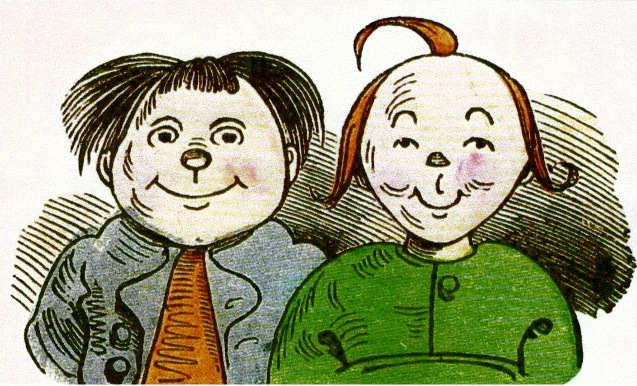
Max y Moritz.

Max y Moritz - una historia de siete bromas (Max und Moritz - Eine Bubengeschichte in sieben Streichen en alemán) es una historia alemana en verso ilustrada. Este cuento altamente ingenioso y de carácter humorístico, narrado enteramente en coplas rimadas, fue escrito e ilustrado por Wilhelm Busch y publicado en 1865. Es una de las primeras obras de Busch, sin embargo, ya presenta muchas regularidades de contenido, estética y forma, patrones básicos de las obras posteriores de Busch. Muchas personas familiarizadas con la historia de las historietas consideran que fue la inspiración directa para The Katzenjammer Kids y Quique y Flupi. El título alemán satiriza la costumbre alemana de dar un subtítulo al nombre de dramas en la forma de "Ein Drama in ... Akten" (Un Drama en ... Actos), que se convirtió en dictum en el uso coloquial para cualquier evento con un desenlace desagradable o dramático, por ejemplo "Bundespräsidentenwahl - Drama in drei Akten" (Elecciones presidenciales federales - Drama en tres actos).

## Relevancia cultural
El cuento clásico de Busch sobre el terrible dúo (ahora en el dominio público) se ha convertido en una parte orgullosa de la cultura en los países de habla alemana. Incluso hoy en día, los padres usualmente leen estas historias a sus niños aún no alfabetizados. Hasta el día de hoy en Alemania, Austria y Suiza, todavía se presume una cierta familiaridad con la historia y sus rimas, ya que a menudo se hace referencia en la comunicación de masas. Las dos caras sonrientes son sinónimo de malicia, y parecen casi de logotipo en la publicidad e incluso grafiti.
Incluso ocurre que las parejas jóvenes alemanas nombran a sus gemelos Max y Moritz respectivamente, dependiendo de su sentido individual del humor y de la paternidad intencionada.
Durante la Primera Guerra Mundial, el Barón Rojo, Manfred von Richthofen, nombró a su perro Moritz, dando el nombre de Max a otro animal dado a su amigo.
Max y Moritz es el primer libro infantil extranjero original publicado en Japón, que en 1887 fue traducido en rōmaji por Shinjirō Shibutani y Kaname Oyaizu como Wanpaku monogatari ("Cuentos traviesos").
Max y Moritz fueron los precursores de la historieta. Su relato inspiró a Rudolph Dirks a crear The Katzenjammer Kids.
La influencia de estos personajes en la cultura alemana es también evidente en sus nombres que se aplican a dos vehículos británicos de mando blindados que fueron capturados por el Afrika Korps durante la Segunda Guerra Mundial en el norte de África. Sus nuevos propietarios alemanes nombraron los vehículos Max y Moritz, como se puede ver en numerosas fotografías de los vehículos en línea y en los libros.[cita requerida]
Max y Moritz también hicieron una aparición en el Frente Oriental durante la Segunda Guerra Mundial, como los apodos de dos prototipos de cañones autopropulsados basados en el chasis Henschel 30.01; Uno de ellos fue destruido, el otro capturado en Stalingrado. Actualmente se exhibe en el museo del tanque de Kubinka.[cita requerida]
Después de la Segunda Guerra Mundial, el compositor Richard Mohaupt creó junto al coreógrafo Alfredo Bortoluzzi el baile burlesco (Tanzburleske) Max und Moritz, que se estrenó el 18 de diciembre de 1949 en el Badisches Staatsteather Karlsruhe.

## Las bromas
Se hicerion varias traducciones inglesas de los versos alemanes originales durante los años, pero todos han mantenido el tetrámetro trocaico original:

### Prefacio
Ah, qué tan a menudo leemos o escuchamos de
¡muchachos a los que casi tememos!
Por ejemplo, tome estas historias
de dos jóvenes, llamados Max y Moritz,
quienes, en lugar de volcar
sus jóvenes mentes a un aprendizaje útil,
a menudo se burlaban con horribles gestos
de sus lecciones y sus maestros.
Mira ahora al cabeza hueca: él
para el alboroto está siempre listo.
Acosantes criaturas - trepando verjas,
robando manzanas, peras y membrillos,
es, por supuesto, un negocio más agradable,
y mucho más fácil para el presente,
que sentarse en escuelas o iglesias,
arreglados como gallos en sus perchas.
¡Pero querida, oh querida, oh querida,
cuando el final viene triste y lúgubre!
¡Es una cosa espantosa de contar
que sobre Max y Moritz cayó!
Todo lo que hicieron este libro repite,
tanto en imágenes como en versos.

### Primer truco: La viuda
Los muchachos atan varias cáscaras de pan con hilo, y ponen esta trampa en el patio de pollos de Bolte, una vieja viuda, haciendo que todos los pollos se enreden fatalmente.
Esta broma es notablemente similar a la octava historia de los clásicos cuentos alemanes del bromista Till Eulenspiegel.

### Segundo truco: La viuda II
Cuando la viuda cocina sus pollos, los chicos trepan furtivamente en su techo. Cuando ella deja su cocina momentáneamente, los muchachos roban las gallinas usando una caña de pescar a través de la chimenea. La viuda oye a su perro ladrar y se apresura arriba, encuentra el hogar vacío y golpea al perro.

### Tercer truco: El sastre
Los chicos atormentan a Böck, un sastre muy apreciado que tiene un arroyo que fluye velozmente delante de su casa. Ellos aserran a través de los tablones de su puente de madera, haciendo una brecha precaria, luego lo provocan haciendo ruidos de cabra (un juego de palabras con su nombre es similar a la expresión zoológica 'cabrío'), hasta que sale corriendo. El puente se rompe; el sastre es arrastrado y casi se ahoga (si no es por dos gansos, que él agarra con fuerza y lo llevan a buen recaudo volando alto).
Aunque Till retira los tablones del puente en lugar de aserrarlos, hay algunas similitudes con Till Eulenspiegel (32ª historia).

### Cuarto truco: El maestro
Mientras su devoto maestro, Lämpel, está ocupado en la iglesia, los muchachos invaden su casa y llenan su pipa preferida con pólvora. Cuando enciende la pipa, la detonación lo deja inconsciente, le ennegrece la piel y le quema todo el pelo. Pero: "El tiempo que viene será una reparación rápida, pero la pipa conserva su parte."

### Quinto truco: El tío
Los muchachos recogen bolsas llenas de escarabajos sanjuaneros, que depositan rápidamente en la cama de su tío Fritz. El tío está casi dormido cuando se siente los insectos caminando en su nariz. Horrorizado, entra en un frenesí, matándolos con un zapato.

### Sexto truco: El panadero
Los chicos invaden una panadería que creen que está cerrada. Intentando robar pretzels, caen en una tina llena de masa. El panadero vuelve, atrapa al par empanado y los hornea. Pero sobreviven y escapan royendo sus cáscaras.

### Truco final: El granjero
Escondidos en el área de almacenamiento de cereales de un granjero, Mecke, los muchachos cortaron algunos sacos de granos. Sacando uno de los sacos, el granjero Mecke inmediatamente se da cuenta del problema. Él pone a los muchachos dentro del saco en lugar del trigo, luego lo lleva al molino. Los muchachos son triturados y devorados por los patos del molinero. Más tarde, nadie expresa arrepentimiento (el molino realmente existe en Ebergötzen, Alemania, y se puede visitar).

## Adaptaciones de medios
Max und Moritz fue adaptado en un ballet por Richard Mohaupt y Alfredo Bortuluzzi. En 1956, Norbert Schultze lo adaptó a una sencilla película para niños, Max und Moritz (1956), mientras que Thomas Frydetzki y Annette Stefan hicieron una adaptación más libre y satírica en 2005 llamada Max Und Moritz Reloaded. El cómic también fue adaptado en dos programas televisivos animados de 1978.

## Formato de la historieta
El cómic narra, con un estilo caricaturesco y un par de versos al pie de cada viñeta, la historia de dos niños que siempre están peleando y le faltan el respeto a los adultos de su época, siendo castigados brutalmente por ello. 

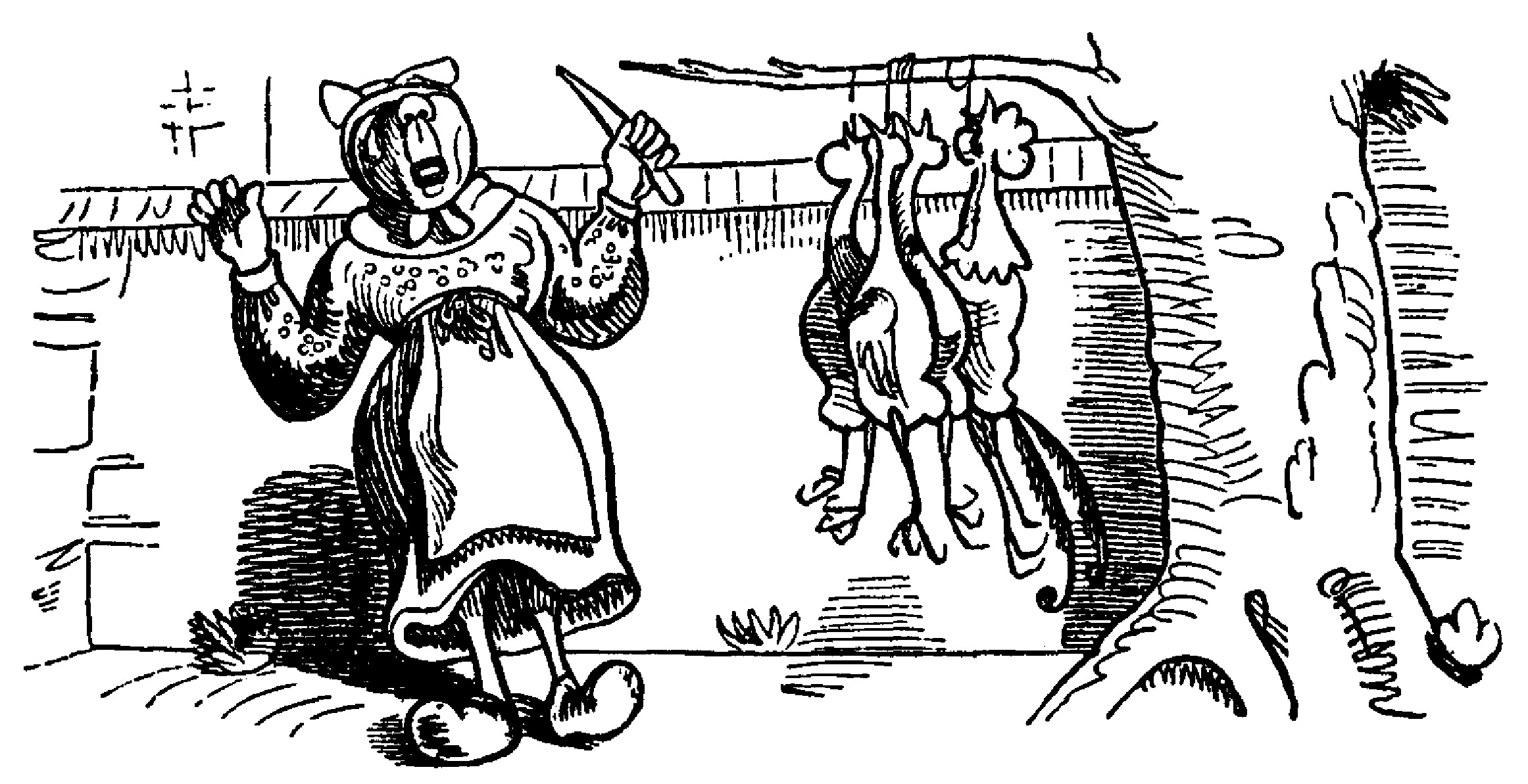
1ª tira
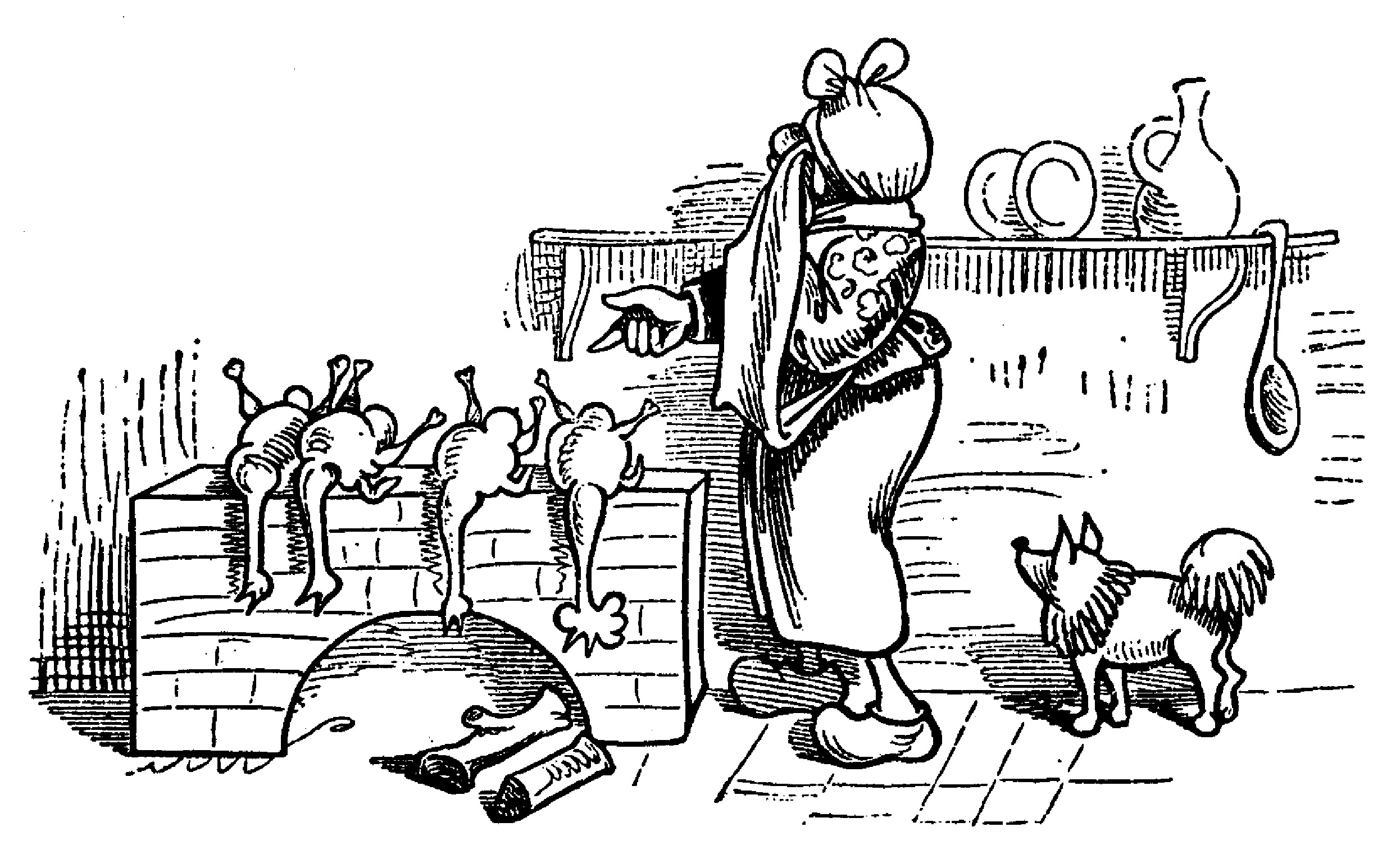
2ª tira
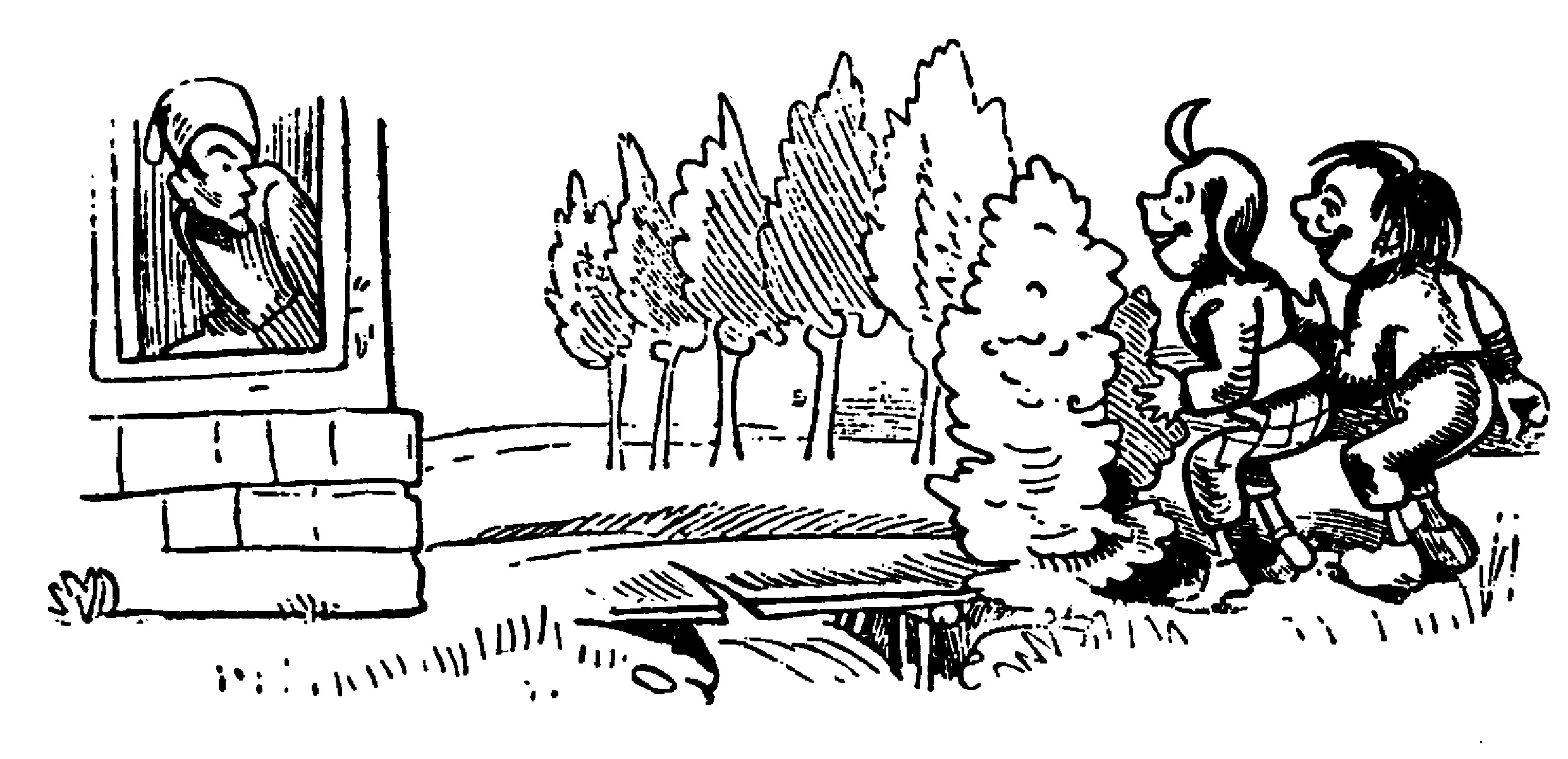
3ª tira
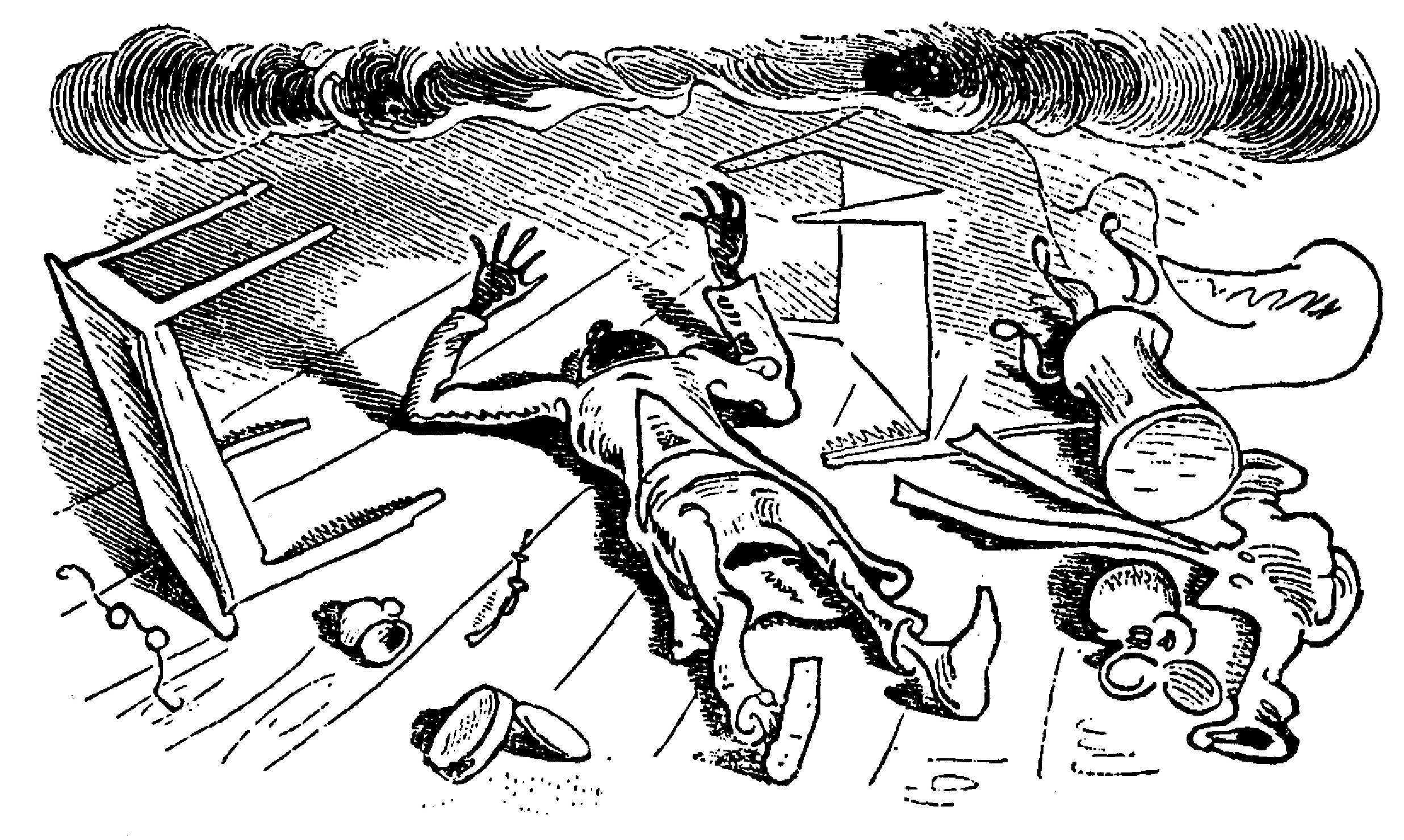
4ª tira
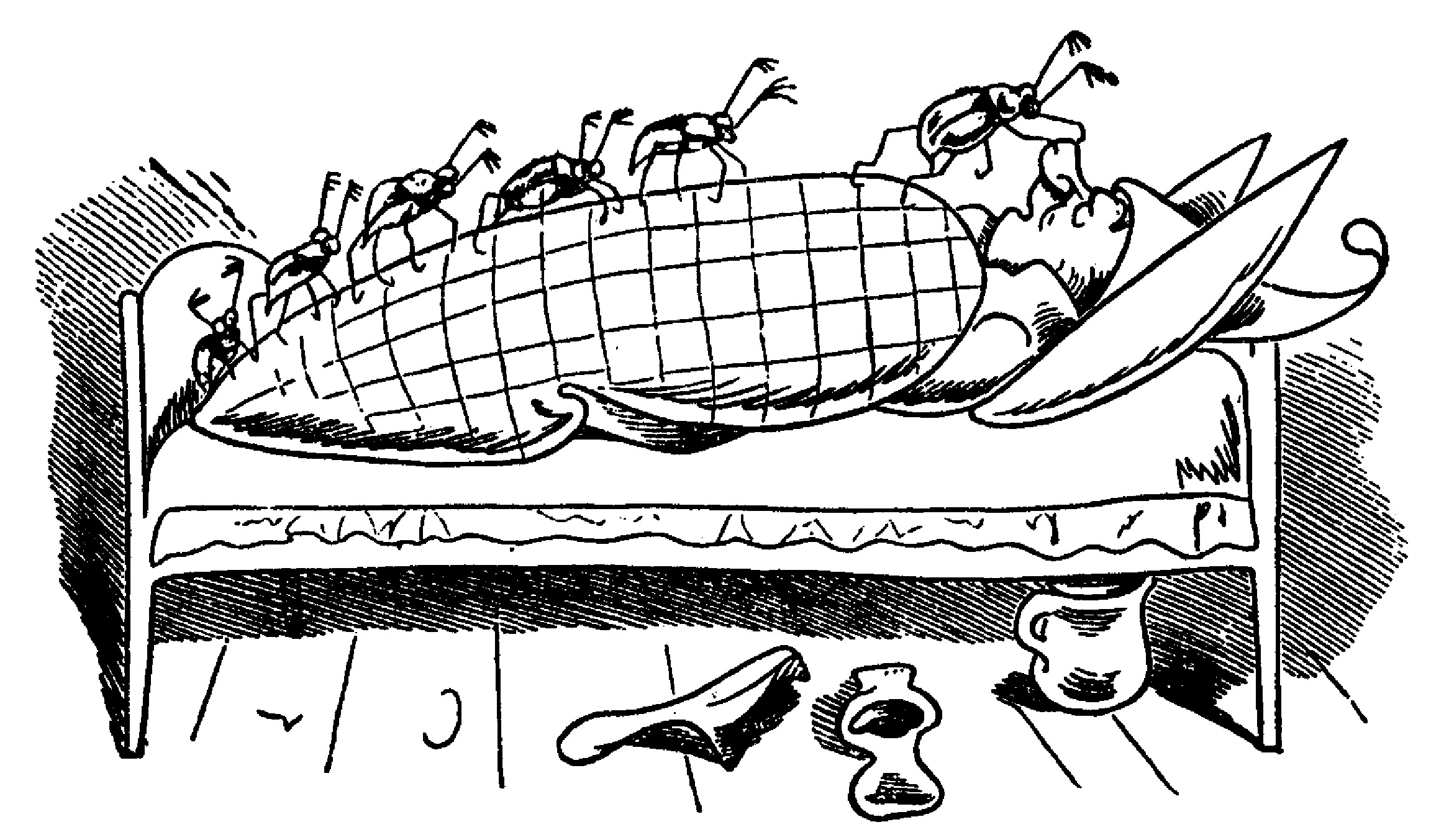
5ª tira
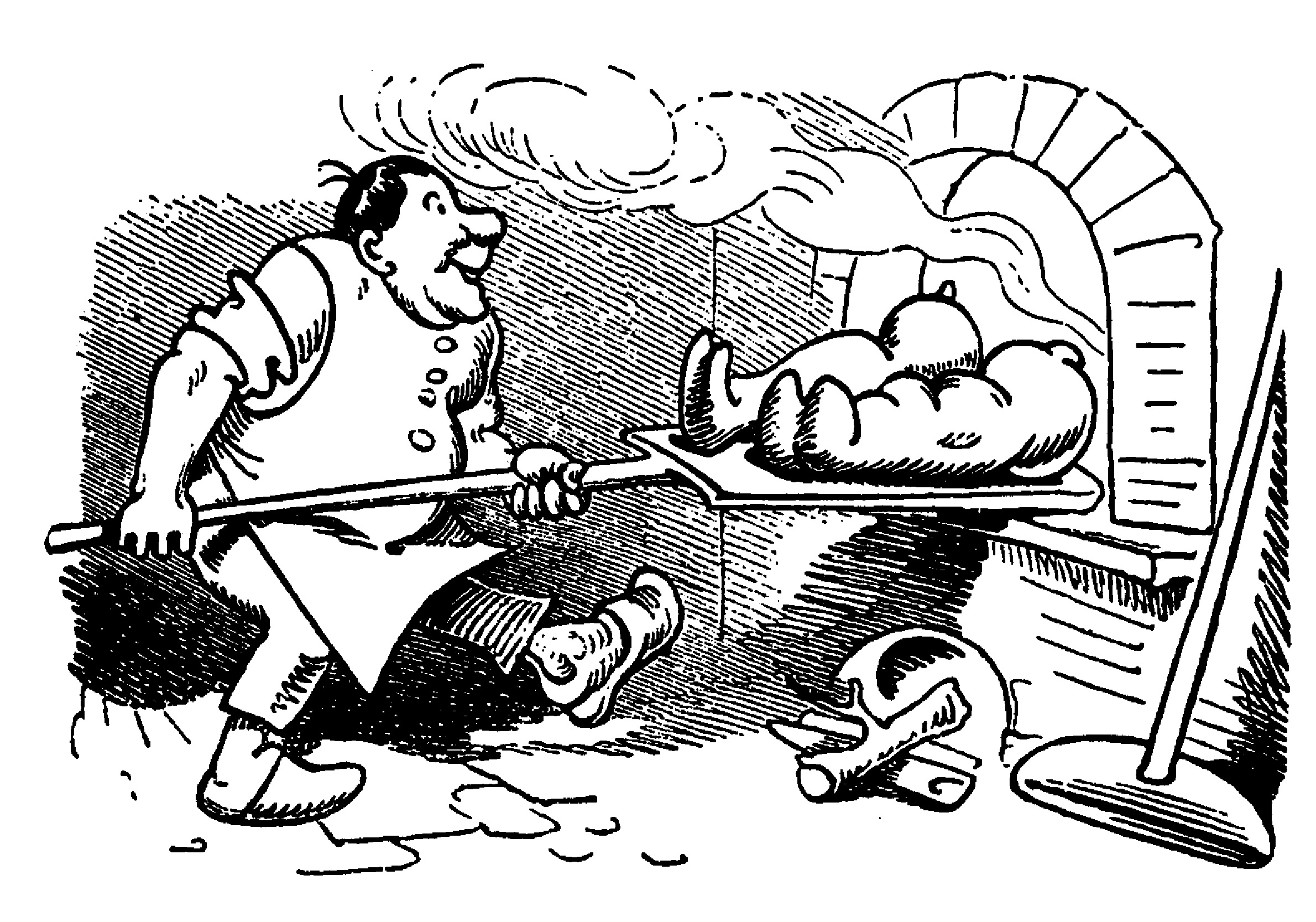
6ª tira
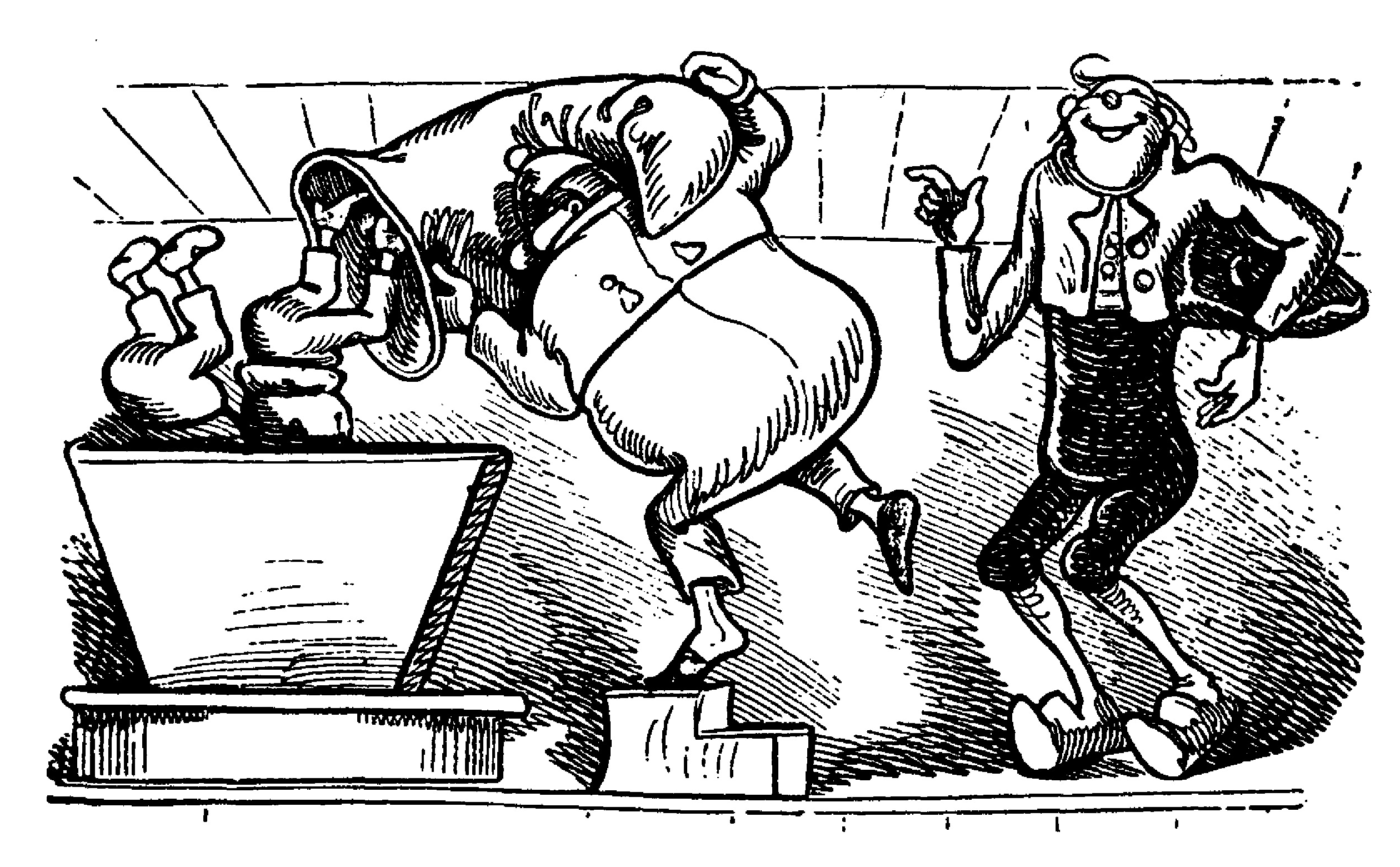
7ª tira
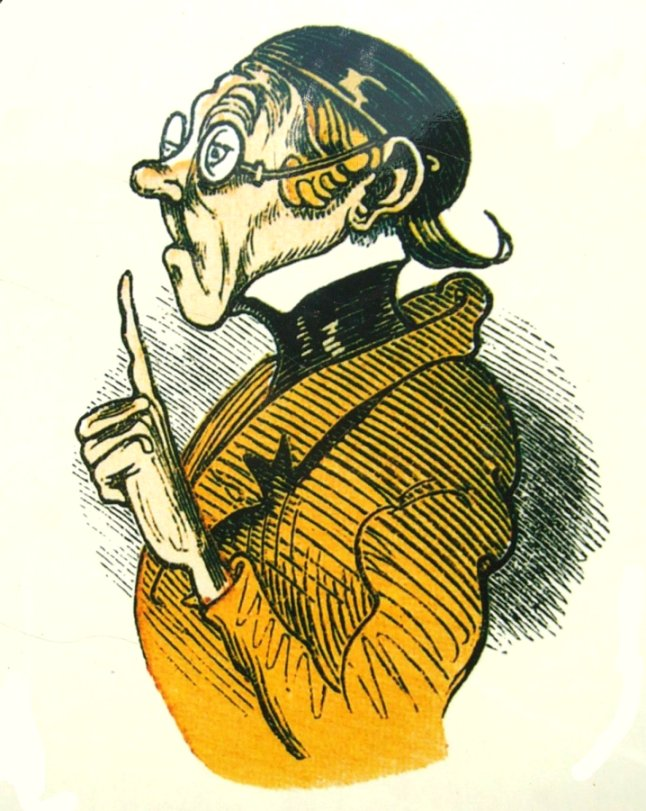
Lämpel

## Legado
Max y Moritz tuvo mucho éxito y fue editado en otros países europeos y en los Estados Unidos. También fue el primer libro infantil extranjero editado en Japón, concretamente en 1887.
Inició toda una tradición de niños revoltosos del cómic, que incluye The Katzenjammer Kids (1897) y Zipi y Zape (1948).

### Recomendada
- Busch, Wilhelm: Max und Moritz, eine Bubengeschichte in 7 Streichen, 67. Aufl., München: Braun u. Schneider, [1917]. 53 Bl., IDN: 359284361
- Busch, Wilhelm: Metamorphosen: neue Mundartübersetzungen des Max und Moritz / [Wilhelm Busch]. Hrsg. von Manfred Görlach, Heidelberg: Winter, 1998, 156 S., ISBN 3-8253-0549-X
- Günther, Jörg Michael: Der Fall Max & Moritz. Juristisches Gutachten über die Umtriebe zweier jugendlicher Straftäter zur Warnung für Eltern und Pädagogen, Frankfurt a.M.: Eichborn, 1988, ISBN 3-8218-1858-1
- Thomas Ahlers, Volker Dehs: Mac und Mufti. Punk in Ebergötzen. Überarbeitete und erweiterte Neu-Edition nach der Erstausgabe von 1987. Satzwerk-Verlag, Göttingen 2003, ISBN 3-930333-25-2. Satirische Übertragung in die Punkersprache
- Max Ferling „Minchen und Tinchen“ Lustige Mädchengeschichten in Versen. Buchhandlung Gustav Fock, Leipzig 1922
- Manfred Görlach: Max und Moritz in aller Munde: Wandlungen eines Kinderbuches; eine Ausstellung in der Universitäts- und Stadtbibliothek Köln, 27. Juni - 30. September 1997, Kleine Schriften der Universitäts- und Stadtbibliothek Köln, 3.